# Comuna de Walim
Walim (polaco: Gmina Walim) é uma gminy (comuna) na Polónia, na voivodia de Baixa Silésia e no condado de Wałbrzyski. A sede do condado é a cidade de Walim.
De acordo com os censos de 2006, a comuna tem 5698 habitantes, com uma densidade 129 hab/km².

## Área
Estende-se por uma área de 78,75 km², incluindo:
- área agrícola: 53%
- área florestal: 38%

## Demografia
Dados de 30 de Junho 2004:
|                      | Total   | Total | Mulheres | Mulheres | Homens  | Homens |
| -------------------- | ------- | ----- | -------- | -------- | ------- | ------ |
|                      | pessoas | %     | pessoas  | %        | pessoas | %      |
| População            | 5751    | 100   | 2937     | 51,1     | 2814    | 48,9   |
| Densidade (pop./km²) | 73      | 100   | 37,3     | 37,3     | 35,7    | 35,7   |

De acordo com dados de 2002, o rendimento médio per capita ascendia a 1325,02 zł.